# Тхузаумот
Тхузаумот (в'єт. Thủ Dầu Một) — місто на півдні В'єтнаму, столиця провінції Біньзионг. Розташоване за 20 км на північ від міста Хошимін, на лівому березі річки Сайгон. Площа — близько 88 км². Населення на 2009 рік становило 187 379 осіб. Дані на 2003 рік говорять про 158 000 осіб.

## Адміністративний устрій
Місто адміністративно-територіально поділяється на 11 міських районів та з комуни:
райони:
1. Фучонг (Phú Cường)
2. Г'єптан (Hiệp Thành)
3. Чанн'я (Chánh Nghĩa)
4. Футо (Phú Thọ)
5. Фугоа (Phú Hòa)
6. Фулой (Phú Lợi)
7. Фумі (Phú Mỹ)
8. Дінгоа (Định Hòa)
9. Г'єпан (Hiệp An)
10. Футан (Phú Tân)
11. Гоафу (Hòa Phú)

комуни:
1. Танан (Tân An)
2. Тонгвіньг'єп (Tương Bình Hiệp)
3. Чанмі (Chánh Mỹ)